# Piotr Król
Piotr Marek Król (ur. 26 czerwca 1974 w Bydgoszczy) – polski polityk, urzędnik i samorządowiec, poseł na Sejm VII, VIII, IX i X kadencji.

## Życiorys
Absolwent VI Liceum Ogólnokształcącego w Bydgoszczy. Studia licencjackie z zakresu administracji ukończył w Wyższej Szkole Pedagogicznej w Bydgoszczy. W 1999 na tej samej uczelni uzyskał magisterium z politologii. Ukończył podyplomowe studia menedżerskie w Wyższej Szkole Bankowej w Toruniu (2012) oraz studia doktoranckie z ekonomii na Uniwersytecie Gdańskim (2016). Pracował m.in. w urzędzie miejskim w Bydgoszczy, następnie został zatrudniony w Poczcie Polskiej, obejmując m.in. stanowisko dyrektora oddziału regionalnego centrum logistyki.
Działał w Niezależnym Zrzeszeniu Studentów, AWS, Porozumieniu Centrum, był wiceprezesem Forum Młodych PC. Od powstania partii związany następnie z Prawem i Sprawiedliwością. W wyborach parlamentarnych w 1997 bez powodzenia ubiegał się o mandat poselski z listy AWS w województwie bydgoskim. Z ramienia tego ugrupowania w 1998 po raz pierwszy został wybrany do rady miejskiej. Reelekcję uzyskiwał w 2002, 2006 i 2010, pełnił funkcję przewodniczącego klubu radnych swojego ugrupowania.
W wyborach w 2011 z listy PiS bezskutecznie kandydował do Sejmu w okręgu bydgoskim, otrzymując 5797 głosów. Mandat posła VII kadencji objął 5 czerwca 2014, zastępując w Sejmie Kosmę Złotowskiego. W 2015 i 2019 z powodzeniem ubiegał się o reelekcję (dostał odpowiednio 10 773 głosy oraz 10 418 głosów). W 2021 powołany przez premiera Mateusza Morawieckiego w skład Rady Doradców Politycznych. W wyborach w 2023 został wybrany do Sejmu X kadencji, zdobywając 17 952 głosy.